# Республіка Гаваї
[[Категорія:Колишні держави Азії|Республіка Гаваї, 4 липня 1894]]
Республіка Гаваї — колишня держава на Гавайських островах, що існувала між 1894 і 1898 роками. Гавайська республіка виникла після скасування Гавайського королівства та припинення повноважень тимчасового уряду 4 липня 1894 року. 7 липня 1898 року Гаваї були анексовані США й отримали статус території Гаваї.
У 1893 році на Гавайських островах в результаті втручання американських військових і за підтримки американського бізнесу була повалена монархія. Республіку Гаваї очолювали Сенфорд Доул і Лоррін Терстон, американці за походженням і піддані гавайських королів за місцем народження, говорили по-гавайськи. При цьому вони обидва мали тісні політичні, фінансові та сімейні зв'язки з США і лобіювали у Вашингтоні приєднання Гавайської республіки.

## Розслідування Блаунта і Моргана
Після повалення королеви Ліліуокалані було утворено тимчасовий уряд. Майбутнє Гавайських островів було в цей момент не цілком зрозуміле. Одна група впливу пропонувала передати владу принцесі Вікторії Каіулані й відновити обмежену монархію. Через те, що принцеса в цей час не знаходилася на островах, пропозиція не отримала підтримки. Президент США Бенджамін Гаррісон, який підтримував приєднання Гавайських островів, в 1892 році не був переобраний на новий термін, що послабило групу, яка виступала за входження островів до складу США. Знаючи про це, Лоррін Терстон за місяць до відходу Гаррісона домовився з конгресом США про майбутню ратифікацію договору про приєднання Гаваїв. Наступник Гаррісона Гровер Клівленд відразу після вступу на посаду заморозив підготовку договору і розпорядився почати розслідування.
Клівленд призначив колишнього конгресмена від штату Джорджія Джеймса Хендерсона Блаунта представником Державного Департаменту США (міністром) на Гаваях для розслідування обставин повалення монархії. Блаунт склав звіт, який повідомляв, що його попередник, представник Державного Департаменту на Гаваях Джон Левітт Стівенс, був на стороні супротивників монархії і надав їм військову допомогу, наказавши американським військам висадитися з крейсера «Бостон» на берег. На підставі звіту Клівленд призначив представником (міністром) на Гаваї Альберта Сідні Вілліса та відправив його в Гонолулу з секретними дорученнями. Вілліс провів переговори зі поваленою королевою і домігся від неї обіцянки оголосити амністію учасникам перевороту в разі приходу до влади. Після цього він висунув формальну вимогу про розпуск Тимчасового уряду і повної реставрації монархії. Він не міг знати про те, що рішення було запізнілим, оскільки Клівленд вже передав відповідну справу в Конгрес. 23 грудня 1893 року Сенфорд Доул послав відповідь Віллісу з відмовою передати владу королеві.
У відповідь на пояснення Клівленда сенат США ухвалив резолюцію, зобов'язавши свій Комітет із зовнішніх зв'язків провести відкриті слухання і допитати свідків, щоб визначити, чи не перевищив президент Клівленд свої повноваження, призначивши Блаунта міністром і надавши йому значні повноваження без узгодження з сенатом. Головою комісії став Джон Тайлер Морган, сенатор з Алабами, прихильник включення Гавайських островів до складу США.
Висновки комісії були опубліковані 26 лютого 1894 року і суперечили висновкам звіту Блаунта. Комісія визначила, що Збройні сили США зберігали нейтралітет під час перевороту, зняла звинувачення зі Стівенса, але визнала, що призначення Блаунта без схвалення Конгресу не суперечило конституції. Дев'ять членів комісії Моргана не змогли домовитися про висновки, і звіт був підписаний лише особисто Морганом.
Після прийняття низки резолюцій конгресу США, президент Клівленд відмовився визнати тимчасовий уряд як де-факто, так і де-юре.

## Проголошення республіки
Тимчасовий уряд побоювався, що Гровер Клівленд буде продовжувати втручатися у справи островів з метою поновлення монархії. Крім того, вони припускали, що до кінця терміну Клівленда приєднання островів не відбудеться, а для довгострокового управління островами була потрібна більш укорінена форма правління, ніж тимчасовий уряд. Тому 30 травня 1894 року тимчасовий уряд скликав Конституційні збори, і останнім прийняв проєкт конституції Республіки Гаваї. Республіка була проголошена 4 липня 1894 року в Гонолулу. Сенфорд Доул став президентом республіки.

## Змова Вілкокса
У 1895 році прихильник поновлення монархії Роберт Вільям Вілкокс здійснив змову з метою повернення королеви до влади. Його прихильники привели з Сан-Франциско корабель зі зброєю та амуніцією, і таємно розвантажили його в Гонолулу. 6 січня 1895 року змовники зустрілися, щоб обговорити план швидкого повалення республіки й відновлення монархії. Однак на початку здійснення плану вони несподівано зустрілися з нарядом поліції, і швидко були заарештовані. Вілкокс кілька днів ховався в горах, але потім також був заарештований. Уряд оголосив, що в резиденції поваленої королеви Ліліуокалані палаці Вашингтон (англ. Washington Place) було знайдено зброю, тим самим звинувативши її в співучасті у змові.
Королева була віддана під суд. Прокурор звинуватив її у зраді, оскільки вона повинна була знати, що зброя призначалася для повалення республіки. У відповідь королева виголосила промову, в якій розцінила події 1893 роки як державний переворот, і що вона не присягала ні тимчасовому уряду, ні Республіці Гаваї, і вона не визнає права республіки судити її, але вона також не знала про змову і з метою блага для свого народу виступає проти насильницьких дій. Вона була засуджена до п'яти років тюремного ув'язнення і трудових робіт, а також оштрафована на 10 тисяч доларів. Своє ув'язнення вона відбувала в спальні у палаці Іолані в Гонолулу, який перебував під цілодобовою охороною. Через вісім місяців розпорядженням Доула вона була переведена під домашній арешт, а вже через рік була амністована та переїхала у Вашингтон.

## Анексія США і скасування республіки
У 1896 році президентом США був обраний Вільям Мак-Кінлі, і 4 березня 1897 року він вступив на посаду. Керівництво Республіки Гаваї негайно розпочало переговори про приєднання, які завершилися влітку 1898 року. Президент вважав, що Гавайські острови мають істотну стратегічну цінність для США, особливо у світлі розпочатої іспано-американської війни. Крім того, Велика Британія, Франція та Японія також проявляли інтерес до островів. Проте договір не отримав підтримки конгресу США через петицію гавайців, яка була спрямована проти приєднання. Тому анексія США з перетворенням Республіки Гаваї в Територію Гаваї була здійснена за допомогою резолюції Ньюлендса. 16 червня 1898 року резолюцію схвалив конгрес, а 7 липня остаточно підписав президент. Формальна передача влади відбулася 12 серпня 1898 року.